# Колонізація
Колоніза́ція — заселення незайманих земель або захоплення чужих територій із подальшим їхнім заселенням.
«Внутрішня колонізація» — заселення і господарське освоєння вільних земель на кордонах власної країни. Внутрішня колонізація застосовувалась у деяких країнах для придушення національних меншин.
«Зовнішня колонізація» — створення поселень (переважно сільськогосподарських) за межами своєї країни, іноді поєднана з підкоренням або винищенням місцевого населення та іноді за допомогою війни.
Процес колонізації (заселення й господарського освоєння) земель відбувався в другій половині 16 століття переважно на сході та південному сході. Колонізація була народною та феодальною.

## Колонізація у Московії та Російській імперії
Колонізація у Московії відбувалась впродовж кількох століть. Спочатку відбувалась колонізація Подніпров'я, у київському регіоні, потім на північному сході.
Від 16-го століття розпочалась колонізація Півдня: межа Московської держави посувалася все південніше, захоплюючи степ; у 18-му столітті колонізується Новоросія. Одночасно провадиться колонізація Новгородом і Москвою Півночі, а потім Сибіру. Росіяни просуваються на схід аж до Тихого океану.
Внутрішня колонізація у Російській імперії здійснювалась наприкінці 19-го та на початку 20-го століть: малоземельне селянство західних та центральних губерній переводилось у Сибір та на Далекий Схід на раніше захоплені вільні землі.
На думку Віктора Шатрова сучасна Росія — це неоімперія, де суб'єкти Федерації перетворено на внутрішні колонії, які є лише ресурсними придатками метрополії.

## Колонізація українських земельДругою Річчю Посполитою
У міжвоєнний період польський уряд задля закріплення анексії західноукраїнський земель проводив політику осадництва — створення польських колоній шляхом надання земель польським переселенцям з паралельним наданням фінансової допомоги. Одночасно велася політика економічної і соціальної дискримінації українського населення та фізичного терору (прийом на роботу тільки поляків, надавання ліцензій тільки полякам, заборони українських громадських організацій, закриття церков і примушення переходу на римокатолицький обряд, привселюдні побиття українців та ув'язнення активістів), що спричинило тодішню масову хвилю еміграції українців. Некритичне бажання лондонського еміграційного уряду в 1943 році утвердити польське домінування на Волині перед приходом Червоної Армії шляхом традиційного фізичного терору українців польськими колоністами за умов їх малочисельності та при наявності в українського населення значної кількості зброї призвели до селянської війни, відомої під назвою Волинська трагедія та до виселення польських колоній.

## Джерело
- Малая Советская Энциклопедия. Том четвертый. Ковальская—Массив. — М.: Акционерное об-во «Советская Энциклопедия», 1929.— 956 с.(рос.)